# Port lotniczy Ende-H. Hasan Aroeboesman
Port lotniczy Ende-H. Hasan Aroeboesman (IATA: ENE, ICAO: WATE) – port lotniczy położony w Ende, na wyspie Flores, w prowincji Małe Wyspy Sundajskie Wschodnie, w Indonezji.